# Raffaello Politi
Raffaello Politi, conosciuto anche con il nome Raffaele (Siracusa, 2 settembre 1783 – Agrigento, 10 ottobre 1870), è stato un pittore, architetto, archeologo e teorico dell'arte italiano.

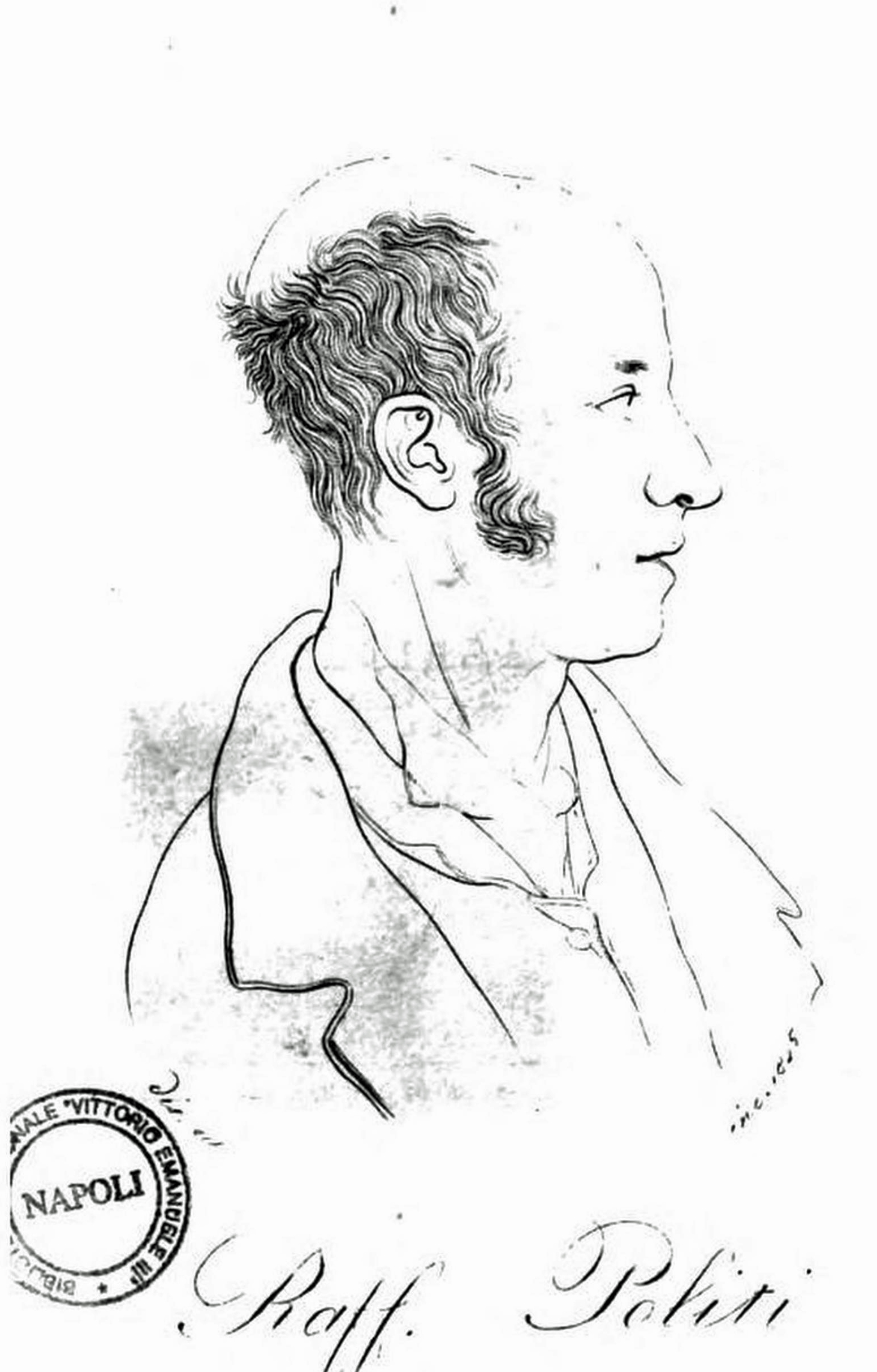
Raffaello Politi

Artista poliedrico, lavorò prevalentemente ad Agrigento e provincia nel XIX secolo e si fece conoscere soprattutto per le sue doti di copista e ritrattista.

## Biografia
Nacque a Siracusa il 2 settembre 1783. Suo padre, Vincenzo Politi, gli trasmise la passione per l'arte. Dal 1797 fu incaricato dal vescovo della città di riprodurre i quadri dei pittori Correggio, Caravaggio e Raffaello. Nel 1809 si trasferì ad Agrigento, dove lavorò come copista, ritrattista e pittore storico. Oltre che come pittore si fece conoscere anche come architetto e soprattutto archeologo, dedicandosi agli scavi di Agrigento. Conobbe i più illustri architetti e archeologi dell'epoca di fama internazionale, con cui collaborò e fra i quali: Theodor Panofka, Leo von Klenze e Charles Robert Cockerell. Scrisse anche per molti giornali, fra i quali La Concordie di Palermo e il Lucifero di Napoli. Nel 1826 prese parte alla costruzione del Telamone, oggi all'interno della Valle dei Templi. Ebbe un figlio di nome Apelle, anch'egli pittore, che nel 1857 divenne membro dell'Arciconfraternita dello Spirito Santo di Agrigento.
In sua memoria è stato intitolato un liceo di Agrigento.

## Alcune opere
- Duomo del Santissimo Crocifisso di Siculiana - dipinto del soffitto Stimmate di San Francesco d'Assisi e affresco soffitto La creazione dell'uomo
- Duomo di Santa Maria La Nuova di Licata - affresco del soffitto (1824)
- Chiesa di Santo Spirito di Cattolica Eraclea - dipinti
- Chiesa della Madonna della Catena di Villaseta - copia della Madonna Sistina di Raffaello
- Chiesa di Santo Spirito di Agrigento - Madonna col bambino e Santi Benedetto e Bernardo (1855)
- Cattedrale di San Nicolò di Noto, Andata al Calvario (1809)

## Fonti
- Biografia di Raffaello Politi, su liceopoliti.it. URL consultato il 29 aprile 2013 (archiviato dall'url originale l'8 giugno 2015).
- Biografia di Raffaello Politi, su galleriaroma.it. URL consultato il 29 aprile 2013 (archiviato dall'url originale l'11 novembre 2007).